# João Farrajota Rocheta
João Farrajota Rocheta ComB • ComMAI (Faro, Algarve, 25 de Setembro de 1909  - Lisboa, 27 de Julho de 2011) foi um engenheiro e militar português. 

## Biografia

### Nascimento e educação
João Farrajota Rocheta nasceu em 25 de Setembro de 1909 na cidade de Faro, onde fez também os estudos secundários no Liceu.
Aos 19 anos começou a estudar na Escola Naval, onde concluiu o curso com distinção, tendo recebido o prémio João Fiel Stockler. Passou depois para a cidade de Génova, na Itália, onde se formou em Engenharia Naval, uma vez que nessa altura ainda não existia este curso em Portugal.

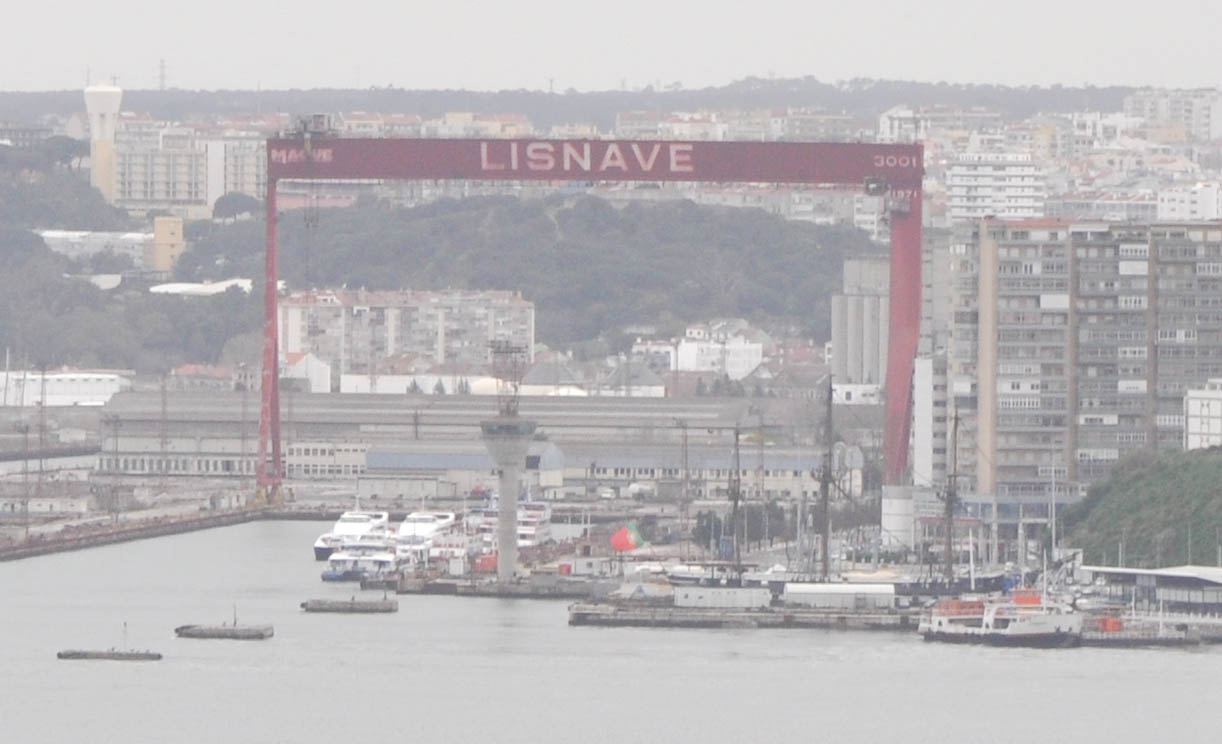
Estaleiros da Lisnave em Almada, em 2013.

### Carreira profissional e militar
João Farrajota Rocheta iniciou a sua carreira militar no Arsenal do Alfeite, onde permaneceu sete anos. Foi-lhe depois concedida a licença ilimitada, com o posto de tenente na Marinha, sendo nessa altura engenheiro de construções e reparações. Empregou-se depois como engenheiro chefe no Estaleiro Naval da Rocha Conde de Óbidos, parte da Companhia União Fabril, tendo chegado à posição de director no estaleiro.
Mais tarde, entrou para a empresa de construção naval Lisnave, onde assumiu vários cargos de alta importância, tendo permanecido até 1975, data em que regressou ao serviço da marinha.
Destacou-se pelo seu papel na reparação do navio canadiano For Fidler, que tinha sido atacado por um submarino alemão durante a Segunda Guerra Mundial, tendo utilizado métodos inovadores que aceleraram consideravelmente os trabalhos de reconstrução do navio. Também iniciou uma série de medidas para a formação profissional dos operários dos estaleiros, que deveriam ser pagas pela entidade laboral.

### Falecimento
João Farrajota Rocheta faleceu na cidade de Lisboa, em 27 de Junho de 2011.

## Homenagens
João Farrajota Rocheta foi homenageado pela Ordem dos Engenheiros em 14 de Maio de 2011, por ser então o membro com maior antiguidade naquela associação. Também foi honrado com o grau de Comendador nas Ordens de Benemerência em 31 de Julho de 1967, e do Civil do Mérito Agrícola e Industrial Classe Industrial em 25 de Janeiro de 1947.